# Vendler
Vendler ist ein Familienname.

## Namensträger
- Helen Vendler (1933–2024), US-amerikanische Literaturkritikerin
- Zeno Vendler (1921–2004), ungarisch-US-amerikanisch-kanadischer Philosoph